# Patricia Hy-Boulais
Patricia Hy-Boulais (ur. 22 sierpnia 1965 w Phnom Penh) – kanadyjska tenisistka, do 1991 roku reprezentująca Hongkong, mistrzyni juniorskiego Wimbledonu 1983 w grze podwójnej.

## Kariera tenisowa
Tenisistka mająca na swoim koncie wiele sukcesów, zarówno z okresu kiedy reprezentowała Hongkongu jak i późniejszego, kiedy reprezentowała Kanadę. Największym jej sukcesem z pierwszego okresu jest zdobycie tytułu mistrzowskiego w deblu (w parze z Amerykanką Patty Fendick, w juniorskim turnieju Wielkiego Szlema w Wimbledonie 1983. Osiągnęła także, już jako tenisistka zawodowa, półfinał Australian Open 1987 w konkurencji gry podwójnej.
Jako reprezentantka Kanady awansowała do ćwierćfinału gry pojedynczej w US Open 1992. Podczas US Open 1996 doszła do ćwierćfinału debla.
Reprezentowała Kanadę na igrzyskach olimpijskich w Barcelonie (1992) i Atlancie (1996). W Barcelonie odpadła w 2 rundzie singla i debla, natomiast w Atlancie przegrała w 2 rundzie gry pojedynczej i została ćwierćfinalistką gry podwójnej.

### Wygrane turnieje rangi WTA Tour

#### Gra pojedyncza
|    | Data       | Turniej | Kat.        | ($)    | Naw.     | Finalistka        | Wynik        |
| 1. | 10/06/1986 | Tajpej  | Kategoria V | 50 000 | dywanowa | Adriana Villagrán | 6:7, 6:2,6:3 |

#### Gra podwójna
|    | Data       | Turniej  | Kat.        | ($)     | Naw.   | Partnerka    | Finalistki                   | Wynik    |
| 1. | 31/01/1994 | Auckland | Kategoria V | 100 000 | twarda | Mercedes Paz | Jenny Byrne Julie Richardson | 6:4, 7:6 |